# フランシス・チャータリス＝ウィームズ＝ダグラス (第7代ウィームズ伯爵)

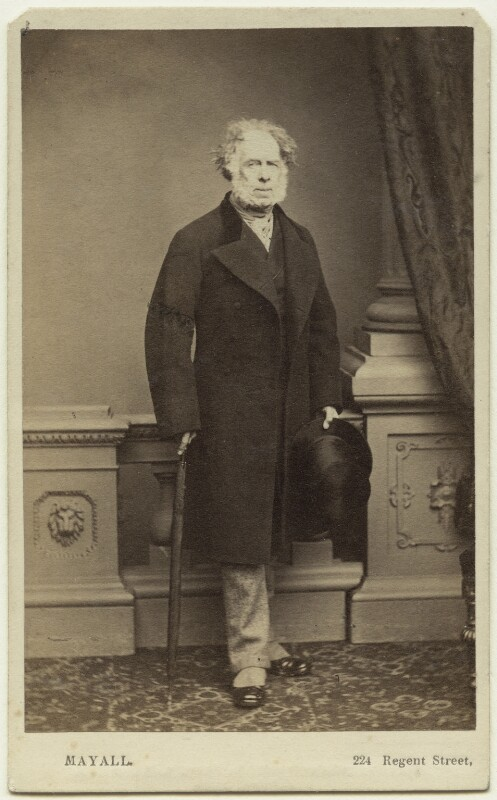
第7代ウィームズ伯爵の肖像写真。ジョン・ジャベズ・エドウィン・メイオール撮影、1860年代。

第7代ウィームズ伯爵および第5代マーチ伯爵フランシス・チャータリス＝ウィームズ＝ダグラス（英語: Francis Charteris-Wemyss-Douglas, 7th Earl of Wemyss and 5th Earl of March、1795年8月14日 – 1883年1月1日）は、スコットランド出身の貴族。1808年から1853年までエルホー卿の儀礼称号を使用した。

## 生涯
フランシス・チャータリス（1772年 – 1853年、1808年よりウィームズ伯爵を自称、1826年に正式に爵位継承）とマーガレット・キャンベル（Margaret Campbell、1850年1月25日没、ウォルター・キャンベルの娘）の息子として、1795年8月14日に生まれた。
1819年12月15日、ロイヤル・ミッドロージアン・ヨーマンリーの大尉への辞令を受けた。その後、少佐への昇進を経て1829年1月1日に中佐に昇進した。1836年、軍務から辞任した。
1823年7月22日、イースト・ロジアン副統監の1人に任命された。
フリーメイソンの一員として、1827年から1829年までスコットランド・グランドロッジのグランドマスターを務めた。
1853年6月28日に父が死去すると、ウィームズ伯爵位とマーチ伯爵位を継承した。同年8月10日よりピーブルスシャー統監を務め、1880年4月20日までに辞任した。
1883年1月1日にゴスフォード・ハウスで死去、ハディントンのトリニティ・チャーチ（Trinity Church）に埋葬された。息子フランシス・リチャードが爵位を継承した。

## 家族
1817年8月22日、在パリイギリス大使館でルイーザ・ビンガム（Louisa Bingham、1798年3月1日 – 1882年4月16日、第2代ルーカン伯爵リチャード・ビンガムの娘）と結婚、5男3女をもうけた。
- フランシス・リチャード（英語版）（1818年8月4日 – 1914年6月30日） - 第8代ウィームズ伯爵、第6代マーチ伯爵
- リチャード（1822年7月25日 – 1874年3月10日） - 1858年8月2日、マーガレット・バトラー（Margaret Butler、1915年2月21日没、第2代グレンゴール伯爵リチャード・バトラーの娘）と結婚、子供あり
- マーガレット（1824年12月21日 – 1836年6月）
- ジョージ（1826年6月18日 – ?） - 夭折
- アン（1829年7月29日 – 1903年8月16日） - 1852年2月18日、第4代ウォリック伯爵ジョージ・グレヴィル（英語版）と結婚、子供あり
- ルイーザ（1830年9月28日 – 1920年3月16日） - 1854年12月7日、ウィリアム・ウェルズ（英語版）（1889年5月1日没）と結婚
- ウォルター（1854年10月25日没） - 軍人、クリミア戦争のバラクラヴァの戦いで戦死
- フレデリック・ウィリアム（1833年2月28日 – 1887年10月10日） - 1864年11月30日、ルイーザ・ケッペル（Louisa Keppel、1836年5月 – 1930年3月12日、第6代アルベマール伯爵ジョージ・トマス・ケッペル（英語版）の娘）と結婚、子供あり